# Republic XF-91 Thunderceptor
Republic XF-91 Thunderceptor – amerykański samolot doświadczalny, który jako pierwszy myśliwiec US Air Force przekroczył w locie poziomym prędkość dźwięku. Wyprodukowany przez wytwórnię Republic Aviation Corporation w liczbie dwóch egzemplarzy, nie wszedł do produkcji seryjnej.

## Historia

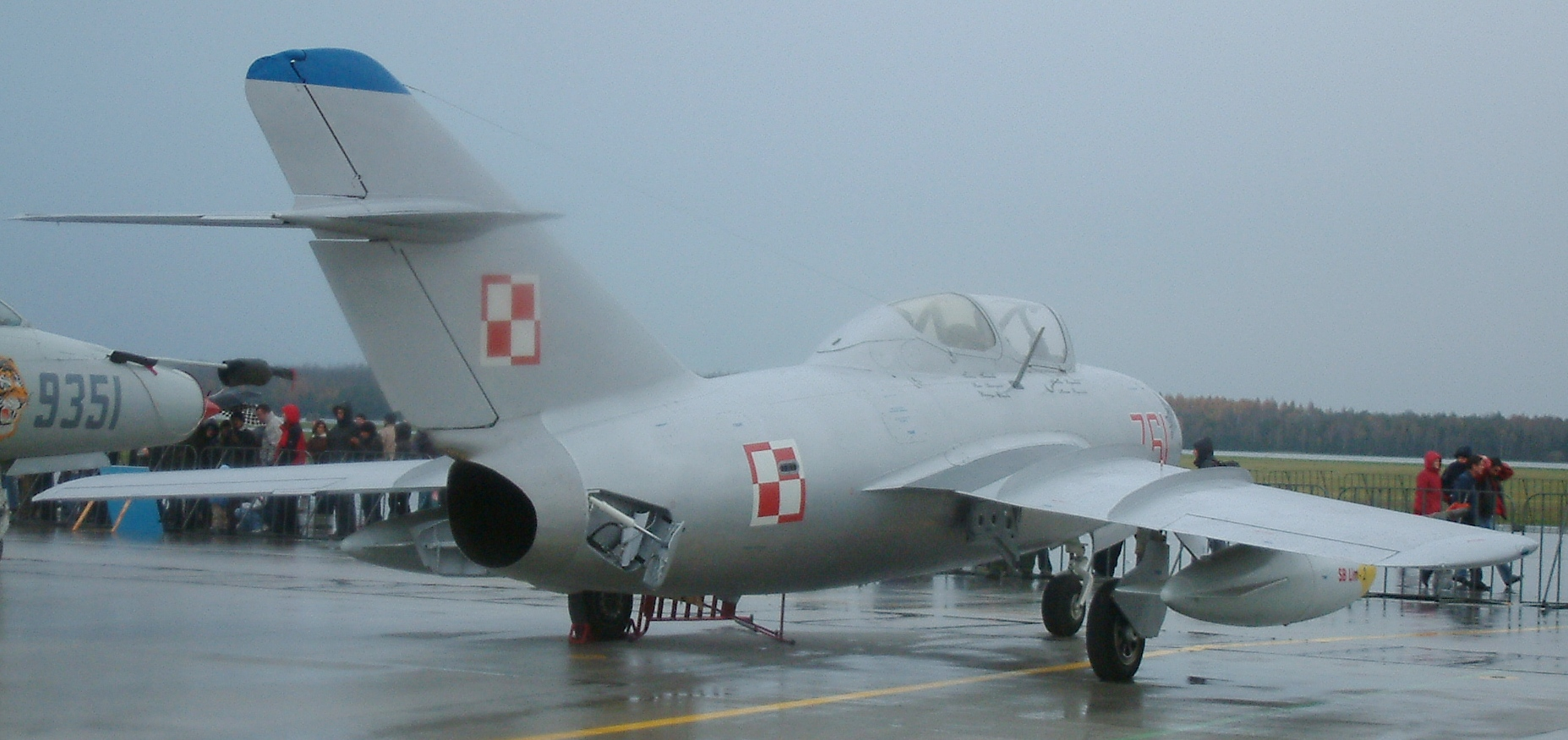
Na prawym skrzydle MiG-15UTI widoczne są dwa grzebienie wymuszające równoległy opływ powietrza względem powierzchni płata

Druga połowa lat 40. XX wieku to okres gwałtownego rozwoju samolotów ze skośnymi skrzydłami, które pozwoliły konstruktorom na osiąganie coraz większych prędkości samolotów. Jednak obok zalet, skośne skrzydła mają również swoje wady. Jedną z nich jest odginanie strug przepływającego powietrza w kierunku końcówek skrzydeł. Konsekwencją takiego przepływu jest zaburzenie równowagi podłużnej samolotu. Aby temu zapobiec, konstruktorzy uciekali się do różnych rozwiązań, jednym z nich było montowanie na górnych powierzchniach skrzydeł grzebieni, porządkujących przepływ strug powietrza, wymuszających równoległy opływ na całej powierzchni płata. Rozwiązanie takie jest widoczne np. w samolocie MiG-15. Zupełnie inną technikę zastosowali konstruktorzy z Republic Aviation. Głównym projektantem samolotu był inżynier Alexander Kartveli. Zauważył on, że podobne odchylanie strug przepływającego powietrza ma miejsce również na skrzydłach prostych a dzieje się tak z powodu ich zbieżności, skrzydła są szersze przy kadłubie i węższe na końcu. Kartveli zaprojektował samolot ze skrzydłami skośnymi o odwrotnej zbieżności (skrzydło rozbieżne), skrzydła były szersze na końcach a węższe u nasady przy kadłubie, miały również zwiększającą się w kierunku końcówek grubość. Skrzydła takie z racji swojego skosu powinny odchylać strugi w kierunku swoich końcówek, jednak ich odwrotna zbieżność przeciwdziałała temu zjawisku. Wykorzystując doświadczenia zdobyte podczas projektowania i budowy myśliwca Republic F-84 Thunderjet, zbudowano nowy samolot myśliwski oznaczony jako XF-91 o numerze 46-680. Do swojego pierwszego lotu wzbił się 9 maja 1949 roku. W grudniu 1951 roku, przy pracującym silniku turboodrzutowym i wspomagających silnikach rakietowych, samolot jako pierwszy myśliwiec US Air Force przekroczył barierę dźwięku. Zbudowano jeszcze jeden prototyp o numerze 46-681, który latem 1951 uległ awarii i już nigdy więcej nie wzbił się w powietrze. Samolot był skomplikowany w budowie, nie mógł latać w każdych warunkach atmosferycznych i jako produkt koncepcyjnie wywodzący się z lat 40. nie mógł konkurować z nadchodzącymi nowymi myśliwcami Convair F-102 Delta Dagger czy Convair F-106 Delta Dart i nie został skierowany do produkcji seryjnej. Jedyny zachowany egzemplarz – pierwszy prototyp – można oglądać w National Museum of the United States Air Force.

## Konstrukcja
Samolot był jednomiejscowym, wolnonośnym średniopłatem o całkowicie metalowej konstrukcji. Skrzydło, poza wymienionymi wcześniej cechami (skos wynoszący 35°), charakteryzowało się również ujemnym wzniosem, wyposażone było w lotki, klapy oraz sloty na krawędzi natarcia. Kadłub o konstrukcji półskorupowej. Usterzenie klasyczne, wolnonośne, skośne ze statecznikiem poziomym zamontowanym w ⅓ wysokości statecznika pionowego. Podwozie chowane, trójzespołowe z przednim podparciem, przednie pojedyncze kółko do wnęki w kadłubie, główne, po dwa koła ustawione jedno za drugim, chowane do wnęk w grubszej części skrzydeł w kierunku od kadłuba. Napęd stanowił silnik turboodrzutowy General Electric J47-GE-3 z dopalaczem. Wlot powietrza do silnika znajdował się na dziobie samolotu. Nad i pod dyszą wylotową zamontowane były cztery silniki rakietowe na paliwo ciekłe używane podczas startu i wznoszenia samolotu. Wersja seryjna miała być uzbrojona w cztery działka kalibru 20 mm.